# Upplands runinskrifter 158
Upplands runinskrifter 158 är en försvunnen vikingatida runsten i Löttinge, Täby socken och Täby kommun. Runstenen låg på 1600-talet som bro över en bäck. Ännu på 1800-talet fanns den kvar på samma plats och den undersöktes av Richard Dybeck 1862. Strax därefter ska den enligt honom ha blivit sönderslagen och använts som vägfyllnad. Namnet på den som rest stenen är okänt men det har varit en kvinna som rest stenen till minne av sin man Sibbe.

## Inskriften
Translitterering av runraden:
[kalukʀ lit × risa × stn × þina × iftʀ × siba · boanta sin × koes...--... faþur · s¶in han fal · s... ¶ keþfrekr]
Normalisering till runsvenska:
''kalukʀ let ræisa stæin þenna æftiʀ Sibba, boanda sinn ... faður sinn. Hann fioll s[unnarla](?) ...
Översättning till nusvenska:
... lät resa denna sten efter Sibbe, sin man ... [efter] sin fader. Han föll...